# Pardosa monticola ambigua
Pardosa monticola là một phân loài nhện trong họ Lycosidae.
Loài này thuộc chi Pardosa. Pardosa monticola ambigua được Eugène Simon miêu tả năm 1937.

## Hình ảnh

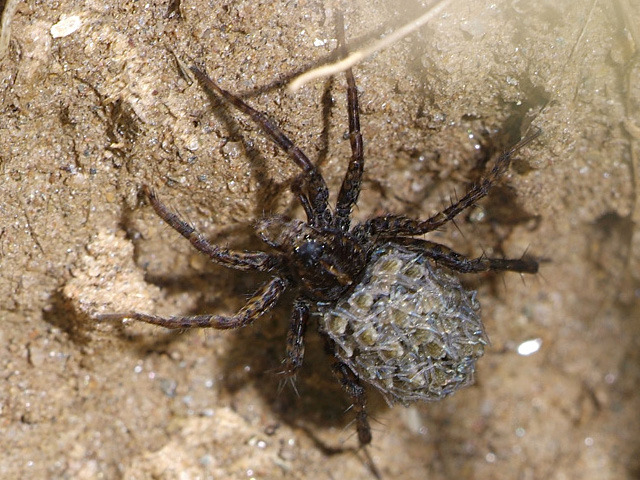